# Costume

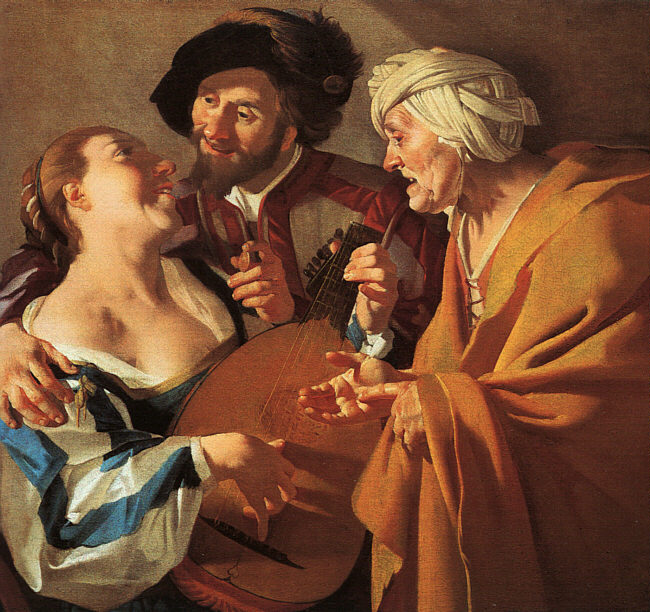
A cafetina, quadro de Dirck van Baburen pintado em 1622 que retrata um costume social.

Designam-se como costumes as regras sociais resultantes de uma prática reiterada de forma generalizada e prolongada, o que resulta numa certa convicção de obrigatoriedade, de acordo com cada sociedade e cultura específica. Segundo Paulo Nader, "a lei é Direito que aspira a efetividade e o Costume a norma efetiva que aspira a validade".
O costume jurídico caracteriza-se por dois elementos que o geram e justificam: o corpus ou consuetudo, que consiste na prática social reiterada do comportamento (ponto de vista objetivo, de acordo com a expressão longi temporis praescriptio, "longa prescrição"), e o animus, que consiste na convicção subjetiva ou psicológica de obrigatoriedade desses comportamentos enquanto representativos de valores essenciais, de acordo com a expressão opinio juris vel necessitatis ("opinião, direito ou necessidade").
Alguns exemplos podem ser esclarecedores. A prostituição é um deles. Essa antiga prática das sociedades humanas está associada no âmbito jurídico a um conjunto de práticas que se inserem nos crimes contra os costumes (exploração sexual, lenocínio etc.) e crimes habituais. Outro exemplo podem ser os crimes enquadrados como curandeirismo ou exercício ilegal da profissão que se confundem com o exercício das medicinas tradicionais. Deve-se observar também o contexto histórico e cultural das práticas consolidadas. A proibição e posterior reconhecimento da arte marcial de origem africana capoeira, atualmente praticada por negros, mulatos e brancos no Brasil, é um exemplo típico.

## Delito habitual
Há de se distinguir o delito habitual do delito em que a habitualidade se insere na sua própria tipicidade, bem como ao crime praticado, o "delinquente habitual", onde a habitualidade é qualificadora da periculosidade social. 
De acordo com Sznick, entende-se a primeira como uma capacidade ou circunstância que conduz à repetição percebida e evidenciada pelo legislador visando o fato que a pena anterior ter sido insuficiente ou ineficiente e a segunda como identificação da periculosidade e/ou imputabilidade do sujeito, exprimindo sua capacidade de delinquir enquanto qualidades pessoais que precedem à consumação do delito evidenciada em índices de anti-sociabilidade e irresponsabilidade.